# Micreremites rasalis
Micreremites rasalis là một loài bướm đêm trong họ Erebidae.